# Jackson County (Mississippi)
Jackson County is een county in de Amerikaanse staat Mississippi.
De county heeft een landoppervlakte van 1.883 km² en telt 131.420 inwoners (volkstelling 2000). De hoofdplaats is Pascagoula.

## Bevolkingsontwikkeling

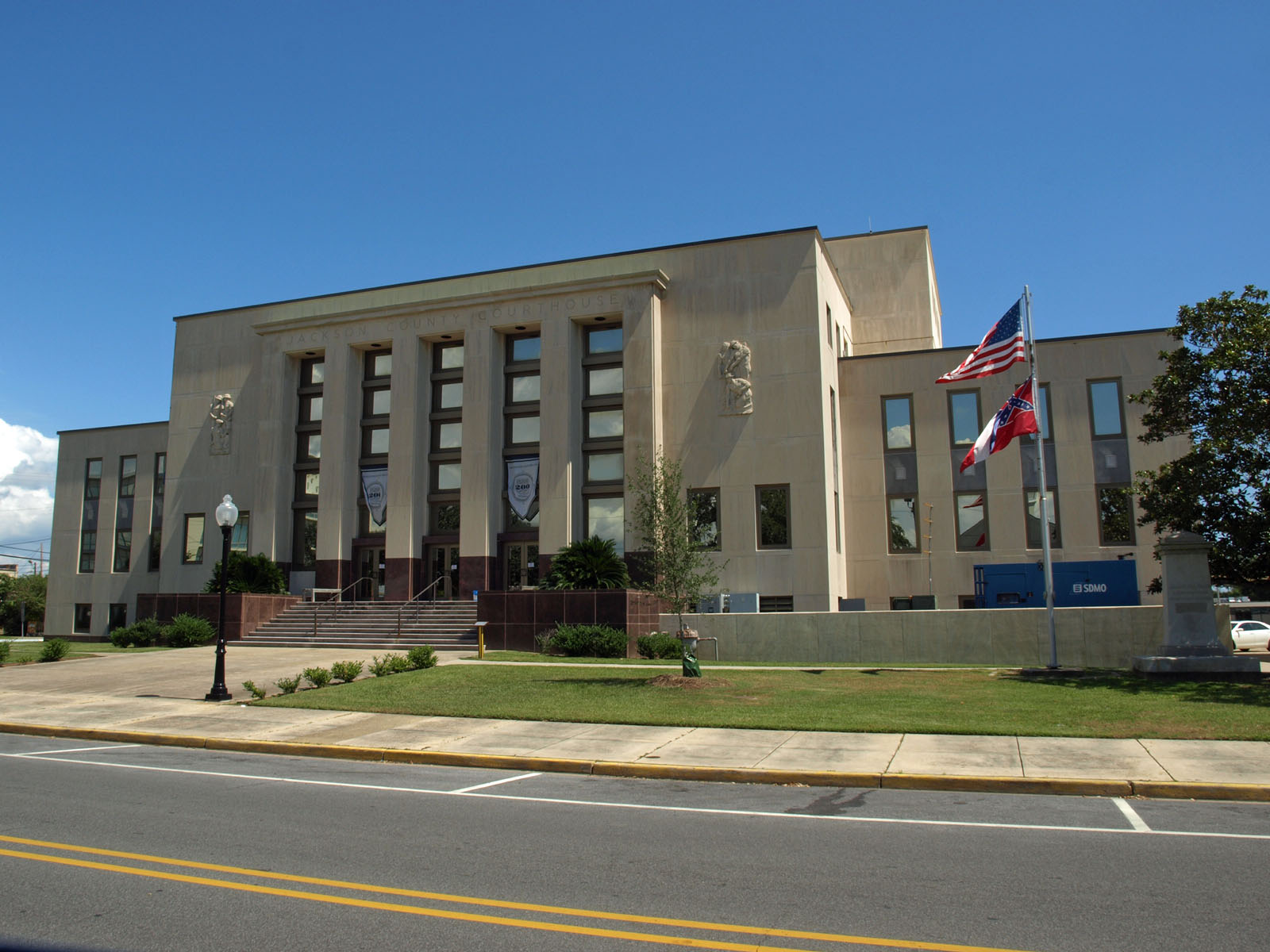
Jackson County Courthouse